# Gérard Laumon
Gérard Laumon (sinh năm 1952 tại Lyon, nước Pháp) là nhà toán học Pháp làm việc ở Trường Đại học Paris XI, Orsay. Ông cũng là thành viên Hội Hàn Lâm Khoa Học (Chuyên Ngành Toán Học) của nước Pháp từ năm 2004.
Đặc biệt hơn, là GS Laumon đã từng hướng dẫn luận án của Laurent Lafforgue và Ngô Bảo Châu, và cả hai trước sau đều đã nhận Giải Huy chương Fields vào những năm 2002 và 2010.
Vào năm 2004 GS Laumon và GS Ngô Bảo Châu được nhận Giải Clay do công trình chứng minh Bổ đề cơ bản Langlands cho các nhóm unita, một thành phần then chốt của Chương trình Langlands trong số học.